# Éparchie de Barentu
L'éparchie de Barentu, aussi appelée diocèse de Barentu, est une circonscription de l'Église catholique érythréenne, suffragante de l'archéparchie d'Asmara.
Son siège est la cathédrale de Barentu, dans la région Gash-Barka, en Érythrée.

## Éparchie

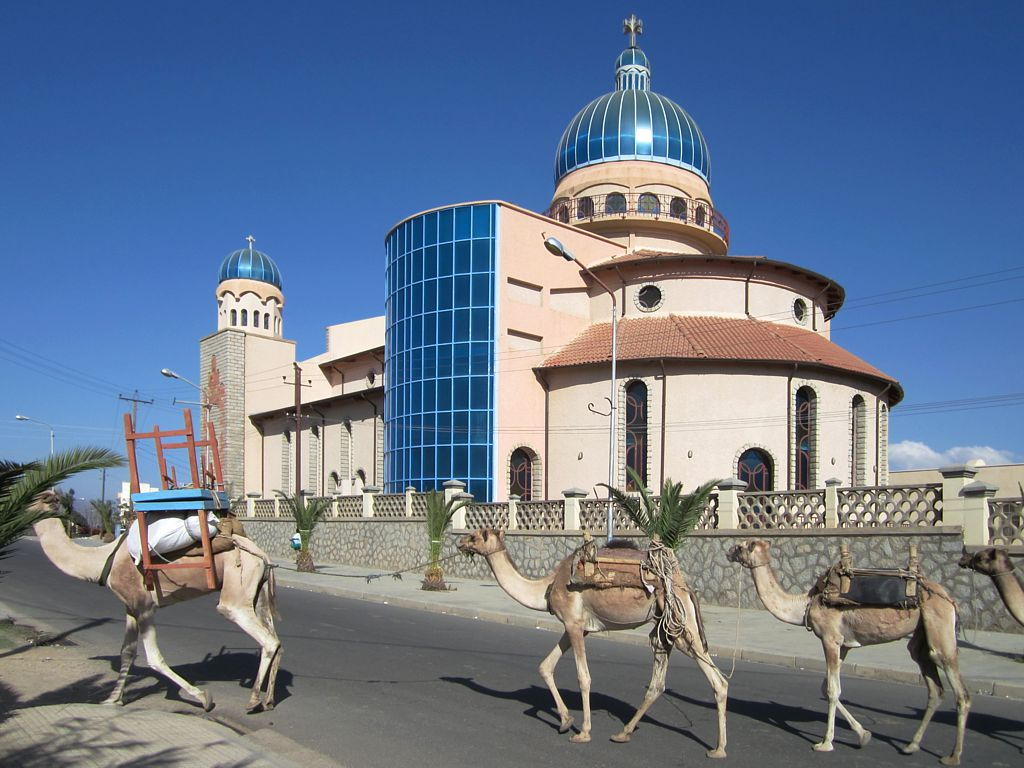
Une église catholique à Barentu.

L'éparchie catholique de Barentu est fondée le 21 décembre 1995, par détachement de celle d'Asmara.
Elle est une éparchie suffragante de l'archéparchie d'Addis-Abbeba jusqu'à l'érection de l'Église catholique érythréenne le 19 janvier 2015. Elle devient alors suffragante de l'archéparchie d'Asmara.
Son siège est la cathédrale de la ville de Barentu, dans la région Gash-Barka, en Érythrée.
En 2022, elle couvre une surface de 37 000 km2, et a la charge des âmes de près de 55 000 fidèles.

## Éparques
Depuis la fondation de l'éparchie, deux éparques se sont succédé :
- 21 décembre 1995-4 octobre 2001 : Luca Milesi, O.F.M. Cap.
- depuis le 4 octobre 2001 : Thomas Osman, O.F.M. Cap.